# Miniodes phaeosomella
Miniodes phaeosomella là một loài bướm đêm trong họ Noctuidae.